# Futsal do Sporting Clube de Portugal
O Sporting Clube de Portugal  é um clube português que representa a secção de futsal profissional do Sporting Clube de Portugal. Baseado em Lisboa, o Sporting fundou esta secção no ano de 1985. É a equipa mais condecorada a nível nacional, vencendo por duas vezes a Liga dos Campeões e o Campeonato Nacional de Futsal por 18 vezes.
Adicionalmente, conta com 9 Taças de Portugal, 6 Taças da Liga e 11 Supertaças, num total de 44 títulos nacionais. É também detentor de 4 Taças de Honra, 5 Campeonatos da AF Lisboa e 5 Taças Comunicação Social, num total de 14 títulos regionais. Internacionalmente, alcançou 7 finais da Liga dos Campeões, tendo ganho a competição por duas vezes.
Nuno Dias, considerado um dos melhores treinadores de futsal do mundo, é o treinador da equipa profissional masculina desde 2012, ano em que estabeleceu um novo recorde de pontuação na fase regular do campeonato, consentindo apenas um empate nos 26 jogos disputados em 2017–18 (Sporting no Futsal, não tem rival) .

## História
Em 1985, um grupo de amigos (onde se destacam nomes como Melo Bandeira, Carlos Vaz, João Pardal, Cícero Campos e Alfredo Ratão) colocou em funcionamento a Secção de Futebol de Salão do Sporting, após aprovação da direcção do Clube, na altura presidida por João Rocha. Esta nova modalidade, inicialmente conhecida como Futebol de Salão, passou a ser designada por Futebol de Cinco em 1987 e, em 2000, adoptou o nome de Futsal.
A estreia desta modalidade do clube em competição ocorreu a 13 de Abril de 1985, na 1ª jornada do Torneio da Primavera. Rapidamente, o Sporting Clube de Portugal tornou-se numa das maior potências desportivas da modalidade em Portugal, conquistando vários títulos desde então.
A qualidade da equipa profissional do Sporting começou por afirmar-se nos Campeonatos Distritais, com a conquista do título na época de estreia (1985–86) e com a conquista do primeiro Campeonato Nacional, em 1990–91. Nessa mesma época, o clube começou a apostar na formação, que também conta com vários títulos. O Sporting foi afirmando a sua forte presença na modalidade também através de sucessivas vitórias na, então designada, Taça Comunicação Social.
Em 1998, o Sporting conquistou a Taça Latina e, em 2001, conquistou a sua primeira Supertaça Nacional.
Em 2002, o futsal é oficialmente adoptado pela UEFA e, assim, é criada UEFA Futsal Cup. Esta primeira edição, onde apenas entraram os clubes campeões europeus, foi disputada em Lisboa e organizada pelo Sporting Clube de Portugal, que representou o país como campeão e chegou às meias-finais.
Em 2005-06, é conquistada a primeira Taça de Portugal do clube e, em 2010–11, o clube chega à sua primeira final da UEFA Futsal Cup, que perdeu por 5–2 contra os italianos do Montesilvano.
A 28 de janeiro de 2013, é criada a sub-secção de Futsal Feminino. A 2 de setembro de 2013, o Futsal Feminino do Sporting começa oficialmente com a disputa do seu primeiro jogo oficial.
Em 2015–16, a Taça da Liga estreou-se como competição oficial no panorama nacional da modalidade, tendo sido disputada entre as oito melhores equipas da primeira volta da fase regular do campeonato. O Sporting Clube de Portugal conquistou esta primeira edição, vencendo o AD Fundão na final.
No final dessa mesma época, o Sporting tornou-se no primeiro clube a fazer o quadruplete em Portugal, conquistando simultaneamente o Campeonato, a Taça de Portugal, a Taça da Liga e a Taça de Honra. Além disto, o clube foi campeão nacional em juniores, iniciados e infantis e campeão distrital de juvenis femininos, completando uma época de hegemonia a nível nacional.
A conquista da Taça da Liga voltaria a realizar-se no ano seguinte. Esse novo título, a 26 de fevereiro de 2017, ficará na história da secção de futsal do clube pois tornou-se no 100.º título oficial conquistado na modalidade, considerando todas as equipas de todos os escalões.
O Sporting Clube de Portugal chegou à sua segunda final da UEFA Futsal Cup nessa mesma época, voltando a ser derrotado, desta vez pelos espanhóis do Inter FS. Apesar desta derrota, o clube conquistou o seu 14.º Campeonato Nacional semanas depois, derrotando o SC Braga/AAUM por 3-1 no quarto jogo da final, fazendo um triplete (juntando a Taça da Liga e a Taça de Honra).
Em 2017–18, o Sporting sagrou-se campeão nacional de futsal pela terceira vez consecutiva, feito que não conseguia desde 1995, conquistando assim o seu 15.º título. Juntou esta conquista à Taça de Portugal (dobradinha), à Taça de Honra e à Supertaça da mesma época. Voltou a alcançar a final da UEFA Futsal Cup nesta mesma época mas voltou a cair perante o Inter FS numa reedição da final anterior.
Em 2018-19, o Sporting não alcançou o inédito tetra campeonato porém foi o vencedor da Liga dos Campeões pela primeira vez na sua história. Consegui na época 2023-24, conforme https://sicnoticias.pt/desporto/2024-06-15-sporting-e-tetracampeao-nacional-de-futsal-pela-primeira-vez-27974801.

## Infraestruturas Desportivas

### Pavilhão João Rocha

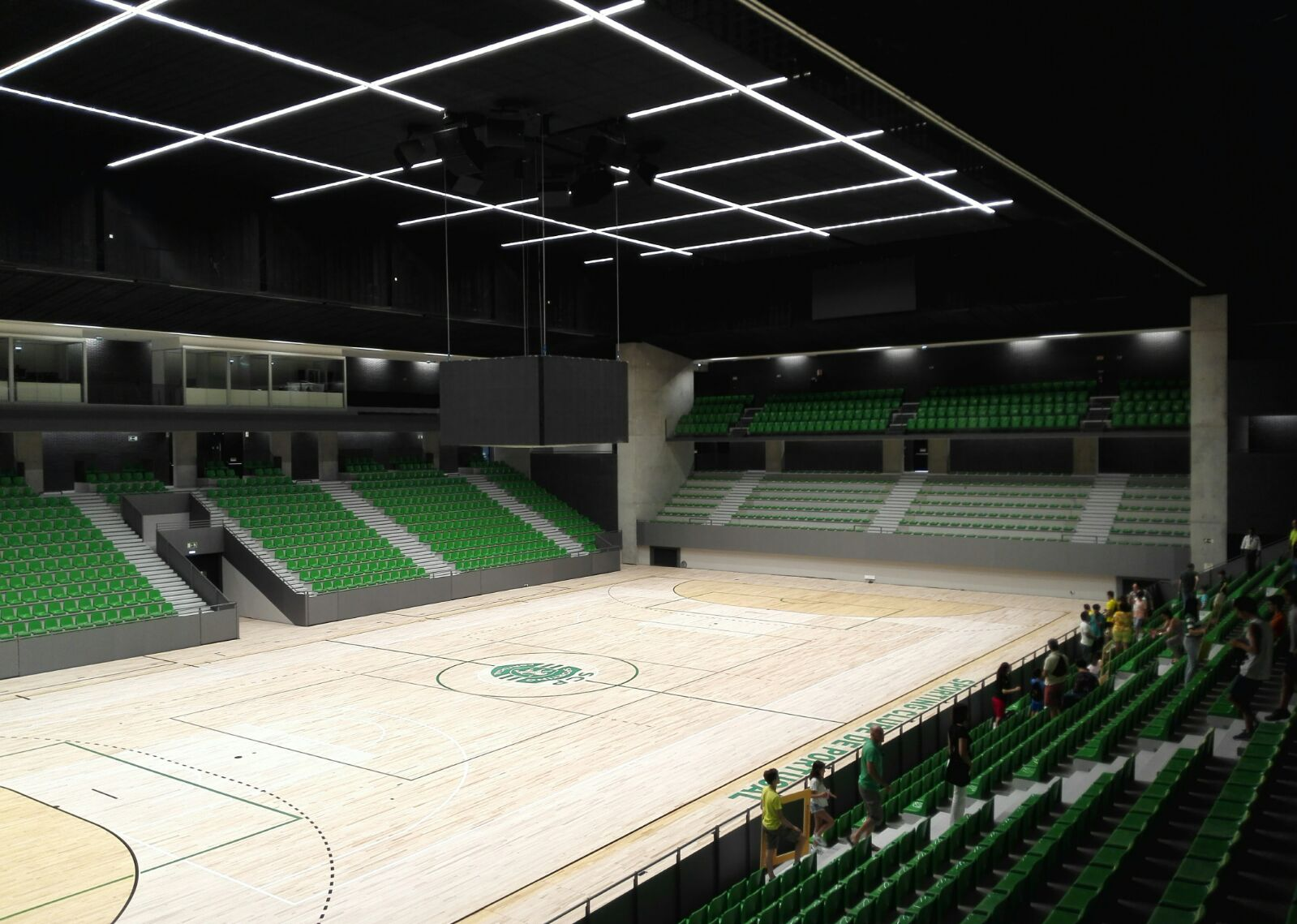
Interior do Pavilhão João Rocha.

O Pavilhão João Rocha é a casa das modalidades de alto rendimento do Sporting Clube de Portugal. Situado em Lisboa, junto ao Estádio José Alvalade, tem capacidade para 3000 pessoas, sendo o maior pavilhão da Liga Sport Zone.

## Equipamentos
| Equipamento Principal | Equipamento Alternativo | Equipamento Stromp |

## Plantel
Atualizado de acordo com o website oficial do Sporting a 26 de setembro de 2021.

### Jogadores
| Guarda-Redes | Guarda-Redes | Guarda-Redes     |
| Nº           | Nac.         | Nome             |
| ------------ | ------------ | ---------------- |
| 1            | Portugal     | Gonçalo Portugal |
| 14           | Brasil       | Guitta           |
| 16           | Portugal     | Bernardo Paçó    |

| Fixos | Fixos    | Fixos          |
| Nº    | Nac.     | Nome           |
| ----- | -------- | -------------- |
| 4     | Portugal | Tomás Paçó     |
| 8     | Portugal | Erick Mendonça |
| 9     | Portugal | João Matos     |

| Alas | Alas     | Alas           |
| Nº   | Nac.     | Nome           |
| ---- | -------- | -------------- |
| 3    | Portugal | Diogo Santos   |
| 17   | Itália   | Diego Cavinato |
| 18   | Portugal | Pany Varela    |
| 20   | Portugal | Pauleta        |
| 29   | Itália   | Alex Merlim    |

| Pivots | Pivots   | Pivots     |
| Nº     | Nac.     | Nome       |
| ------ | -------- | ---------- |
| 6      | Portugal | Zicky      |
| 7      | Portugal | Cardinal   |
| 19     | Portugal | Hugo Neves |

### Equipa técnica
| Nac.     | Nome          | Cargo                     |
| -------- | ------------- | ------------------------- |
| Portugal | Nuno Dias     | Treinador                 |
| Portugal | Paulo Luís    | Treinador adjunto         |
| Portugal | Raúl Oliveira | Treinador de guarda-redes |

## Palmarés

### Seniores - Masculino
| Continentais | Continentais               | Continentais | Continentais |
|              | Competição                 | Títulos      | Temporadas |
| ------------ | -------------------------- | ------------ | --- |
|              | Liga dos Campeões          | 2            | 2018–19 • 2020-21 |
| Nacionais    |                            |              | |
|              | Competição                 | Títulos      | Temporadas |
|              | Campeonato Nacional        | 19           | 1990–91 • 1992–93 • 1993–94 • 1994–95 • 1998–99 • 2000–01 • 2003–04 • 2005–06 • 2009–10 • 2010–11 • 2012–13 • 2013–14 • 2015–16 • 2016–17 • 2017–18 • 2020-21 • 2021-22 • 2022-23 • 2023-24 |
|              | Taça de Portugal           | 10           | 2005–06 • 2007–08 • 2010–11 • 2012–13 • 2015–16 • 2017–18 • 2018–19 • 2019-20 • 2021-2022 • 2024-25                                                                                         |
|              | Taça da Liga               | 6            | 2015–16 • 2016–17 • 2020-21 • 2021-22 • 2023-24 • 2024-25 |
|              | Supertaça                  | 11           | 2001 • 2004 • 2008 • 2010 • 2013 • 2014 • 2017 • 2018 • 2019 • 2021 • 2022 |
| Regionais    |                            |              | |
|              | Competição                 | Títulos      | Temporadas |
|              | Taça de Honra da AF Lisboa | 4            | 2013–14 • 2015–16 • 2016–17 • 2017–18 |
|              | Campeonato da AF Lisboa    | 5            | 1985–86 • 1986–87 • 1987–88 • 1988–89 • 1989–90 |
|              | Taça Comunicação Social    | 5            | 1986–87 • 1987–88 • 1988–89 • 1989–90 • 1991–92 |

### 4Seniores - Feminino
| Nacionais | Nacionais                         | Nacionais | Nacionais  |
|           | Competição                        | Títulos   | Temporadas |
| --------- | --------------------------------- | --------- | ---------- |
|           | Taça Nacional *                   | 1         | 2014-15    |
| Regionais |                                   |           |            |
|           | Competição                        | Títulos   | Temporadas |
|           | Campeonato Distrital              | 1         | 2014-15    |
|           | Campeonato Distrital - II Divisão | 1         | 2013-14    |

* Prova equivalente à II Divisão nacional na altura.

## Modalidades do Sporting Clube de Portugal
| Modalidades do Sporting Clube de Portugal | Modalidades do Sporting Clube de Portugal | Modalidades do Sporting Clube de Portugal | Modalidades do Sporting Clube de Portugal | Modalidades do Sporting Clube de Portugal | Modalidades do Sporting Clube de Portugal |
| Atualmente Praticadas                     | Atualmente Praticadas                     | Atualmente Praticadas                     | Atualmente Praticadas                     | Atualmente Praticadas                     | Atualmente Praticadas                     |
| ----------------------------------------- | ----------------------------------------- | ----------------------------------------- | ----------------------------------------- | ----------------------------------------- | ----------------------------------------- |
| Aikido                                    | Andebol                                   | Atletismo                                 | Automobilismo                             | Basquetebol                               | Bilhar                                    |
| Boxe                                      | Canoagem                                  | Capoeira                                  | Ciclismo                                  | Desporto Adaptado                         | Dressage                                  |
| Esports                                   | Futebol                                   | Futebol Feminino                          | Futebol de Praia                          | Futsal                                    | Ginástica                                 |
| Golfe                                     | Hóquei em Patins                          | Horseball                                 | Surf                                      | Judo                                      | Karaté                                    |
| Kickboxing                                | Krav maga                                 | Natação                                   | Padel                                     | Paintball                                 | Pesca Desportiva                          |
| Polo Aquático                             | Remo                                      | Rugby                                     | Taekwondo                                 | Ténis                                     | Ténis de Mesa                             |
| Tiro à Bala                               | Tiro com Arco                             | Triatlo                                   | Voleibol                                  | Xadrez                                    |                                           |